# Раннерс (коммуна)
Ра́ннерс (дат. Randers Kommune) — датская коммуна в составе области Центральная Ютландия. Площадь — 746,35 км², что составляет 1,73 % от площади Дании без Гренландии и Фарерских островов. Численность населения на 1 января 2008 года — 93644 чел. (мужчины — 46463, женщины — 47181; иностранные граждане — 3194).

## История
Коммуна была образована в 2007 году из следующих коммун:
- Ланго (Langå)
- Нёрхалль (Nørhald)
- Пурхус (Purhus)
- Раннерс (Randers)
- Сённерхалль (Sønderhald)
- Мариагер (Mariager)

## Изображения

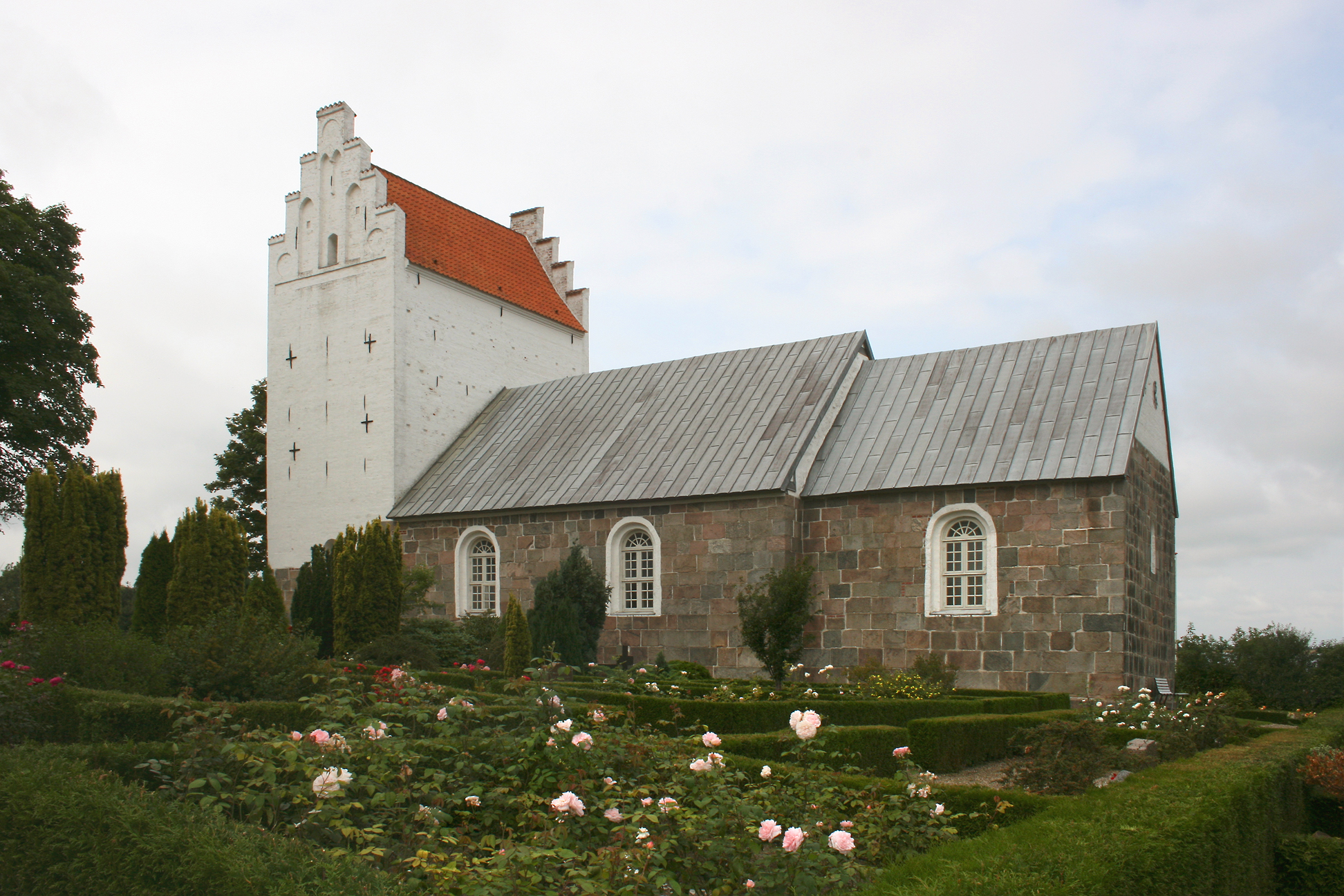

## Железнодорожные станции
- Ланго (Langå)
- Раннерс (Randers)